# Magyarosítás
A magyarosítás Magyarország azon politikája a 19. század utolsó harmadában és a 20. század első felében, amely a nem magyar nemzetiségű lakosság természetes asszimilációját igyekezett különféle állami intézkedésekkel – jogfosztással, jogszűkítéssel, néha erőszakkal, illetve egyes esetekben gazdasági, személyes előnyök biztosításával – mesterséges módon gyorsítani, vagyis a nemzetiségeket mielőbb kulturálisan beolvasztani a magyarságba. (A szót használják még az idegen nyelvű számítógépes programok, játékok magyar nyelvre fordítása értelmében is, bár ez helyesebben magyarítás lenne.)
A világ első kisebbségi jogokat deklaráló törvénye Magyarországon született meg 1849-ben (később 1868-ban), ezt követte Ausztria 1867-ben, majd Belgium 1898-ban. Az első világháború előtti Európában csak ezen három országban született törvény a kisebbségi jogokról, más európai országok jogrendszerei tiltották és büntetni rendelték a kisebbségi nyelvek használatát az általános iskolákban, kulturális intézményekben, a közigazgatásban, az igazságszolgáltatásban, és a sajtóban is.

## A nemzetiségek a nacionalizmusok megjelenése előtt

### A középkorban
A tatárjárásig a történelmi Magyarország területén a magyarság számaránya 80% körül mozoghatott, csupán a peremi, gyepűrészek területén élt jelentősebb számú szláv (morva, ruszin) elem. Ez is főleg az ország északi, hegyes területeire volt jellemző, a mai Felvidék északi részére. Az akkori országterületen előfordultak még kisebb számban délszlávok (a mai horvát- és szlovén területeken), illetve az avarok az ország egész területén, bár ők már erősen beolvadóban voltak. Ekkoriban még nyilvánvalóan nem beszélhetünk tervszerű magyarosításról, hiszen az államnyelv a latin volt, illetve a mai értelemben vett nemzetek sem alakulhattak ki, hiszen ekkoriban a vallás és a társadalmi rang volt a legfontosabb. Ebben az időben történt a kunok letelepítésének kísérlete is, akik később teljesen beleolvadtak természetes módon a magyarságba.
A tatár pusztítás után az elnéptelenedő területekre IV. Béla főként német telepeseket hívott, akik a Szászföldön (erdélyi szászok) és a Szepességben (cipszerek) telepedtek le. Az ország nemzetiségi összetételében nagy változás ezután 300 évig nem történt, csupán az 1200-as évek második felében jelent meg a románság Erdélyben a hegyvidéki területeken, de nem nagy számban.

### A török pusztítás
Az akkori Magyarország nemzetiségi képét drámaian változtatták meg a csaknem 200 évig tartó folyamatos török háborúk. Az 1400-as évek második felétől a török előretörés következtében először csak a délvidéki területeken vált folyamatossá a háborús pusztítás, elhurcolás, gyilkosságok, majd később, a mohácsi csata után már az ország egész középső, végül a legnyugatibb és északi területek kivételével a teljes királyi Magyarország területén lényegében szabadon fosztogattak, gyilkoltak a különböző hadseregek. A legsúlyosabb károkat a tizenöt éves háború, a szejdi-dúlás és a felszabadító harcok okozták. A nemzetiségi kép teljesen megváltozott, hiszen a hadseregek főleg az Alföldön, illetve a hegységeken belül a völgyekben és a medencékben haladtak, ahol döntően a magyarság élt. Mivel például Erdélyben a kápolnai unió csak három nemzetiséget ismert el (magyar, székely, szász), így a harcba vetett emberanyag nagy része szintén a magyarság köréből került ki, tovább növelve áldozataikat. A legsűrűbben magyarok által lakott területek (Délvidék, Alföld, Dunántúl) szenvedték el a legnagyobb pusztulást, így a magyarság számaránya 40% alá esett a teljes akkori országterületen. Ezért a Habsburgok és a helyi földesurak elhatározták, hogy a több millió hiányzó lakost betelepítéssel pótolják.

### A nagy betelepítések korszaka
Rendkívüli méretekben telepítettek be nemzetiségeket az 1700-as évektől Magyarországra. Legnagyobb számban németek érkeztek, főleg a bánáti, szatmári, felvidéki területekre illetve a Dél-Dunántúlra. A románok Erdélyben már 1600-ra túlsúlyba kerültek, és számarányuk növekedése csak tovább folytatódott. Megindultak a dombsági, síksági területek felé is (Mezőség). A hegyvidéki részek 80% fölötti román többséget mutattak 1700-ban. Szintén nagyon jelentős volt a szerb betelepülés, az egykor szinte teljesen magyar Délvidék 1780-ra szinte teljesen elszerbesedett. A baranyai háromszögbe horvátok és szerbek vegyesen érkeztek. A szlovák–magyar nyelvhatár is délebbre tolódott. Bár 1780-ra a magyarság még a legnagyobb számú nemzetiséget alkotta az akkori országterületen, de számaránya 30% körülire esett. Megjelent az első konfliktus is, a Horea-felkelésnek már egyértelműen voltak nemzetiségi okai is.

## A nemzetiségi kérdés a nacionalizmusok megjelenése után
A nacionalizmus a 18. század végén jelent meg Magyarországon. A Habsburg abszolutizmus függőségi keretei között lassan meginduló gazdasági modernizáció és demokratizálódási folyamat ideológiája új politikai alanyt fogalmazott meg: a nemesség helyébe az alsóbb néprétegeket is magába foglaló nemzetet helyezte. A Habsburg-függésben lévő és szétdarabolt magyar államrész modernizálódását vezetői politikai egységesülésként képzelték el. A politikai nemzetfogalom azonban nem lett általános, nem tudta a török hódoltság előtt még egy államot alkotó Kárpát-medencei soknemzetiségű térséget egybefogni. A nemzetiségek körében megjelent a kulturális elkülönülés, amit esetenként a Habsburg uralkodó is támogatott a magyar hatalmi törekvések gyengítése érdekében. Problémává vált a – függő helyzetben lévő – kulturálisan magyar dominanciájú, magát a régi Magyar Királyság folytatásának tekintő államrész összetartása a széttartó nacionalizmusok ellenében. Az ún. nemzetiségi kérdés arra vonatkozott, hogy miként lehet a nemzetiségek politikai önállósodási törekvéseit a magyar dominanciával kibékíteni, összeegyeztetni. A nemzetiségi konfliktusokkal terhelt helyzetre a dualizmus korában az önállóságát részben visszanyerő magyar államrész uralkodó osztálya a nyugati példák nyomán a kompromisszumkeresés helyett erővel, azaz a magyarosítással reagált: célul tűzte ki a nemzetiségek beolvasztásos felszámolását, egy etnikailag homogén nemzetállam kialakítását.

### A kezdetek, a reformkortól a kiegyezésig
Az 1843–44-es országgyűlési időszakban az ország hivatalos nyelvévé az addigi latin helyett a magyart tették, a nemzetiségi nyelvek használatát még a nem magyar nyelvű vármegyékben sem engedélyezték. Lényegében innentől lehet magyarosításról beszélni. A kirobbanó 1848–49-es forradalom és szabadságharc idején a nemzetiségek különbözően reagáltak. A németek nagy része (kivéve az erdélyi szászokat) a harcoló magyarok mellé állt, miként a szlovákok döntő hányada is. Teljes mellszélességgel a ruszinok, szlovének és bunyevácok támogatták a forradalmi magyar kormányt. A szerbek, horvátok és románok szinte mindvégig elutasítóak voltak, a bécsi udvart támogatták. Mindezek ellenére a szabadságharc tábornoki karának túlnyomó többsége, a közkatonák legalább 40%-a különböző kisebbségi csoportokból került ki.
A szabadságharc leverése után a Bach-korszakban hivatalos magyar politika csak nyomokban létezett, az igazi változást az 1867-es kiegyezés hozta meg. Sok környező ország történészeinek állítása ellenére csak innentől beszélhetünk igazi magyarosításról, konkrét kísérletek igaz voltak már az 1830-as években is. 1867-ben azonban megszületett az önálló magyar belügy, amely törekedett a sok nemzetiség magyarosítására vagy beolvasztására.

### A Monarchia korszaka
A nyugati minta: a magyarosítás francia és brit történelmi példa nyomán fogant meg a magyar törvényalkotók és politikum fejében. Sem Nagy-Britanniában, sem Franciaországban nem volt az állam nyelve a többség anyanyelve, mégis diadalmaskodott néhány évtized alatt társadalmaikban a hivatalos nyelv. Franciaországban (50% nem francia anyanyelvű volt még 1789-ben) nem csak a nyelvet, de a nemzeti tudatot is sikeresen rátestálták adminisztratív, kulturális és oktatáspolitikai úton a kisebbségekre, ezzel a 19. század végére teljesen és sikeresen felszámolva a kisebbségek nemzetiségi létét és identitását országszerte, míg Britanniában az angol nyelvet sikerült szinte kizárólagosan használt nyelvvé tenni. A folyamatot Nyugat-Európában nagymértékben gyorsította a hivatalokban használt ún. „hivatalos nyelv” és az oktatási rendszereken kívül a még csak kibontakozóban lévő új tömegmédium: az újságírás, valamint a kulturális intézmények országos hálózatainak kialakulása is (könyvtárak, színházak, operaházak). Hasonló folyamatok játszódtak le a terjeszkedőben levő Orosz Birodalomban is történelme folyamán. 
Az első lépés a nemzetiségek ügyének rendezésére az Eötvös József által megalkotott 1868-as nemzetiségi törvény volt. Ez egyben a világ első nemzetiségi törvénye. Szól a nemzetiségek önálló kultúraápolási jogáról, illetve a közigazgatásban és az oktatásban is lehetőséget biztosít a nemzetiségi nyelvek gyakorlására, ha az adott körzetben a nemzetiségi lakosok aránya eléri a 20%-ot. A törvény mindenképp óriási lépés volt a nemzetiségek fejlődéséhez szükséges feltételek megteremtésében, de az igazsághoz hozzátartozik, hogy a végrehajtásával gondok akadtak, mivel a körzeteket általában úgy határozták meg, hogy a nemzetiségek aránya ne érje el a 20%-os küszöböt.
A kevés, a nemzetiségi kérdésben aktív magyar politikus között volt Mocsáry Lajos. Ő eleinte kevésnek tartotta az 1868-as nemzetiségi törvényt, de később már annak következetes végrehajtásáért kellett harcolnia – nem sok eredménnyel. Egyébként sem túl sikeres karrierjét a nemzetiségek melletti kiállása – bár ő is a magyarság elsődlegessége mellett foglalt állást – végleg tönkretette.
A 19. század végén erőteljes volt a nemzetiségi származásúak magyarrá válása, ami részben önkéntes alapon történt. Ez a folyamat azonban általánosan csak a magyar többségű területekre, különösen a mai Magyarország területére volt jellemző. Az ország többi részén inkább csak a felemelkedő zsidó és német kisebbségek tagjai választották a magyarsághoz való asszimilálódást. A Magyar Királyság szlovák, román és szerb többségű területein a hivatalos magyarosítás politikája inkább ellenállást szült, annál is inkább, mert a nacionalista mozgalom e nemzetiségek között is egyre erősebb volt. Az általános magyarosító politika kudarcáról sokat elárul az az 1900-as népszámlálási adat, amely szerint az ország össznépességének csak 60%-a tudott magyarul.
Az asszimiláció folyamata különösen gyors és erőteljes volt a fővárosban. Pest-Buda lakosságának 1851-ben csak 36,6%-a, 1869-ben 46%-a, 1890-ben 66,4%-a, 1910-ben viszont már 85,9%-a vallotta magát magyar anyanyelvűnek.
A magyarosítás állami szinten működött, legjobb példája volt, hogy a politika új kisebbségeket alkotott meg, hogy megossza a nemzetiségeket, vagy elvágja őket az anyaországtól. Ennek során hivatalosan számon tartottak vend, muraközi, sokác, vagy bunyevác kisebbségeket. Ezekben az esetekben a nyelvi különbségeket próbálták kihangsúlyozni, túlnagyítani, mivel pl. a horvátoknál hosszú ideig több regionális irodalmi nyelv létezett és az egységes (szerbhorvát) irodalmi nyelv kodifikálása túlságosan egyoldalúan következett be, amit számos horvát hosszú ideig nem fogadott el. A magyarosításért felelős belügyi szervek helyi magyarpárti értelmiségieket kértek fel, hogy folytassák a területi nyelvek sztenderdizálását és igyekezzenek minél jobban kihangsúlyozni a nyelvjárások közötti különbségeket, valamint alkossanak történetietlen mítoszokat a lakosság eredetével kapcsolatban. Az így közölt munkákat gyakran hatja át a sovinizmus, állandó példaként a magyar nyelv homogenitását emlegetik, mintha a magyar lenne minden nyelv atyja, folytonosan azt sugalmazva, hogy a környező népek nem egységesek, elaprózódtak, ellentétben a magyarsággal, amely szilárd öntudattal bír, és emiatt kell magyarosodnia a nemzetiségeknek. A nemzetiségi nyelven kibocsátott kiadványok nem szolgálták az adott kisebbség kulturális és nemzeti fejlődését, mivel álinformációkat közölve, a nemzetiségi öntudatot támadva, különböző érvek mentén törekedtek sarkallni a magyarosodásra, valamint gerjeszteni az ellentéteket az öntudatos nemzetiségekkel szemben. A muraközieket a 19. század közepéig még a magyarság is egyértelműen horvátnak tartotta. A vendeknek nevezett magyarországi szlovének mindvégig szlovénnak titulálták magukat: egy magyarországi szlovén nyelven kiadott 18. századi Újszövetség bevezetőjében a szlovén fordító Küzmics István és az állításokat hitelesítő magyar Torkos József teológus kitartanak amellett, hogy szlovének is élnek Magyarországon, akiknek csak a nyelvük különböző. A kiegyezést követően azonban hivatalosan csak vendekről lehetett beszélni, akiket nem minősíthettek szlovénoknak. Az ezzel ellentétes dolgokat képviselőket gyakran soviniszta szavakkal illették, árulónak, magyarellenesnek bélyegezték.
1907-ben bevezették az új iskoláztatási törvényt, a Lex Apponyit. Ettől kezdve az alapfokú tanintézményekben is tanították a magyar nyelvet, és a magyar tanárok igyekeztek kinevelni a gyerekekből a nemzetiségi tudatot.
A magyarosítás a 19. század végére már olyannyira fokozódott, hogy az addig nem magyar nevű községek, dűlők, dombok, hegyek és egyéb helyek gyakran már az Árpád-kor óta ismert eredeti nevét is magyarosra változtatták. Ezek az intézkedések mindjobban kiváltották a nemzetiségek ellenszenvét.

#### Magyarosítás melletti magyarosodás
A németek többségének és a szlovákok, szerbek, horvátok és más nemzetiségek egy részének asszimilációja mellett különös figyelmet érdemel a hazai zsidóság elmagyarosodása. Más európai országokban ugyanis nem zajlott le ilyen tömeges méretű összeolvadásuk a többségi keresztény társadalommal, másutt erősen elkülönülő vallási és egyben etnikai kisebbség maradtak. Magyarországon ezzel szemben igen sokan magyarrá váltak, a magyar nemzethez tartozónak érezték magukat. Világviszonylatban is egyedülálló jelenségként megszületett a neológ zsidó vallás. A neológ zsinagógákban magyar nyelven tartották az istentiszteleteket. A zsidóság a 19. század végétől törvény szerint is a magyar nemzeten belüli egyik vallási felekezet lett, tehát valaki éppúgy lehetett izraelita vallású, mint katolikus vagy református vallású magyar. A magyarországi, főleg városi zsidóságnak csak kisebb része tartott ki a hagyományos zsidó vallás mellett (ortodox, illetve statusquo irányzat), megőrizve nemzetiségi, etnikai elkülönülését. A döntő többség a neológ felekezethez csatlakozott, a fővárosi zsidóságnak például közel a háromnegyede. Ebben a liberális légkörben a századfordulótól sokan magyar vagy – szintén a magyarrá válás útját járó – német (sváb) házastársat választottak, gyermekeiket megkeresztelték. A 20. századra a zsidó vallású magyarság így olyan mértékben keveredett a keresztény vallásúakkal és olyan építő részévé vált a magyar társadalomnak és kultúrának, hogy nem lehetett többé attól elválasztani. A mai magyarok közül – különösen a nagyobb városokban, megyeszékhelyeken – sokaknak vannak zsidók a felmenőik között, ahogyan németek, szlávok és más nemzetiségűek is.
Tehát leginkább a délnémet eredetű kisebbségek (főként sváb és kisebb részben bajor), valamint Felvidéken a szászok asszimilálódtak nyelvileg, legnagyobb mértékben azonban a zsidó lakosság, de a tömbben élő szlovákokra, románokra, szerbekre sokszor alig, vagy egyáltalán nem hatottak a magyarosítási kísérletek. Az elhibázott magyarosítás döntő szerepet játszott később a trianoni diktátumban, ugyanis a nemzetiségeket a magyar kormány ellen hangolta, így azok maximális, nem megalapozott igényeit is figyelembe vette a bizottság. A magyarosítás azért sem válhatott annyira sikeressé, mint a francia és angol módszer, mivel a románoknak, szerbeknek már ekkor volt önálló nemzetállamuk, amely támogatta elszakadási törekvésüket, a szlovákokat a cseh értelmiség bátorította. A horvátoknak mindig is autonómiájuk volt a Magyar Királyság idején.

### A két világháború között
A trianoni sokk után lényegesen megváltozott az ország etnikai helyzete, sokkal homogénebbé vált, a magyarság aránya 90% felé emelkedett. Jelentősebb számban egyedül a dunamenti svábok maradtak meg, illetve a már szintén teljesen asszimilálódott zsidóság. A délszláv hadsereg baranyai kivonulása (1921) után jelentősebb számú baranyai szerb hagyta el önként a vidéket. Így a két világháború között lényegében nem beszélhettünk jelentősebb magyarosításról.

### A második világháborútól a rendszerváltásig
A második világháborúban Magyarország 1941-től vett részt, a délvidéki bevonulás során az egykori szerb telepeseket (dobrovoljácok) a magyar állam zömében kitelepítette, helyükre bukovinai székelyeket telepített. A visszafoglalt új országterületeken a korábbi, erőltetetten magyarosított neveket visszaállították a nemzetiségi nevükre, egyéb esetekben természetesen a magyar neveket állították vissza (pl. Marosvásárhely). Az általános iskolákban a visszacsatolt területeken is újraindították a kötelező magyaroktatást. A közelgő veszélyt érzékeltetve számos zsidó származású személy magyarosította idegen hangzású nevét.
A front keresztülhaladása után a korábbi államszervezet felbomlott, az ország szovjet befolyási övezetbe került, a háborút elvesztette. A környező országok ezért az ottani magyar lakosságon torolták meg vélt vagy valós sérelmeiket, így került sor Erdélyben a Maniu-gárdák, a Vajdaságban Titó partizánjai által elkövetett rémséges tömeggyilkosságokra. A Felvidéken a Beneš-dekrétumok értelmében megfosztották állampolgárságuktól a szudétanémeteket és a felvidéki magyarokat. A csehszlovák-magyar lakosságcsere értelmében a Magyarországról önként áttelepedni szándékozó szlovákokkal megegyező számú magyarnak kellett elhagynia eredeti lakóhelyét. A nincstelen szlovákok döntő többsége Békés- és Csanád megyékből távozott a Csallóközből a helyükre magyarok elvett ingatlanaiba. A svábok egy részét kitelepítették, a zsidóság nagy része elpusztult a holokauszt során, így az ország mintegy 94%-ban magyarrá vált.

## Családnevek
Továbbá széles körben használták a magyarosítás kifejezést a családnevekkel kapcsolatban a 19., de főleg a 20. században. Az idegen eredetű, hangzású – elsősorban szláv és német, de román, örmény és más eredetű neveket is – családok ezrei magyarra változtatták a többségi nemzettel való azonosulás érdekében. A masodik világháború előtti időszakban például elterjedt volt a családnevek magyarosítása az asszimilálódó zsidó családok körében, a háború után viszont a kitelepítéstől tartó német eredetű („sváb”) családok között is igen gyakori volt.

## Példák magyarosításra
Az erőszakos magyarosítás létezését jópáran tagadják, azonban ennek ténye mellett rengeteg dokumentum szól, amelyekből kitűnik, hogy a magyarosítók nem takargatták, hogy erővel is készek asszimilálni a kisebbségeket. Az egyik példa erre a Zala megyei horvát falvakban történt asszimilációs törekvések a 20. században. Idős emberek elbeszélései szerint többféle eszközt bevettek a tanárok a horvát gyerekek magyarosítására, még a verést is. Az iskolába menet a gyermekeknek szigorúan tilos volt horvátul beszélniük, mert aki ezt megtette, az iskolában megszégyenítésképp szamárfület kapott. Amikor a tanító megkérdezte a gyerekeket: „Mik vagytok ti gyerekek?” A gyerekek erre azt mondták horvátok, amiért a tanítók többször megverték őket, míg végül azután már azt nem mondták, hogy magyarok.

### Fiume
Az Első Fiumei Horvát Gimnázium a város első középiskolája, amelyet a Jézus Társasága alapított 1627-ben. 1867-ben a magyar agitátorok megszüntették a horvát nyelvű oktatást, ami a diákok ellenérzését váltotta ki. A magyarosítás 1881-ben is folytatódott, sőt 1896-ban már egyetlen horvát nyelvű gimnázium sem volt a városban. A magyar időszakban a város hivatalos nyelve az olasz (és erősen korlátozottan a horvát) volt. Ez kiterjedt a város igazságszolgáltatására és közigazgatásának egészére is. A kultúrában, azaz a színjátszásban és az operákban is olasz dominancia volt, emellett működött több olasz nyelvű gimnázium is a városban.

## A nemzetiségek reakciói
Az 1848-as magyar forradalom ellen császári megbízásra támadó Jellasics horvát bán fellépését a horvátok a magyar elnyomás elleni küzdelemnek tekintik, ezért őt nemzeti hősnek tartják. Noha az 1868-as magyar–horvát egyezmény Horvát-Szlavónországnak részleges autonómiát biztosított, nem állította le az elmagyarosodást. A Szávától északra sok magyar telepedett le, akik 1918-ban menekültek el onnan.
A román, szerb és szlovák kisebbség elitje (főként ügyvédek és papok) már a kiegyezés (1867) előtt sem kisebbségi és kulturális jogokra vágytak, hanem teljes területi autonómiát követeltek népük számára, amit a magyar politikum – az 1848–1849-es események tükrében – már nem kívánt teljesíteni. A politikailag autonóm területi igényeiket a kiegyezés után sem fogadták el a magyarok, de a kisebbségek nagyobb szabadságot kaptak pl. nyelvük szabad használatára. Másrészt az etnikai alapú autonóm államok létesítésére az első világháború előtt semmiféle példa sem létezett Európában, amellett hogy ez teljesen szokatlan volt, és szembement volna a korszak logikájával, egy olyan korszakban, amikor az egyetlen törvényhozásra (parlamentre) és kormányra épülő, ún. unitárius állam az európai kontinensen egyeduralkodó volt.
A románok az 1892. évi román memorandumban tiltakoztak, de ellenük büntetőeljárás indult.

### Német nyelvű irodalom
- Wolfdieter Bihl: Der Weg zum Zusammenbruch. Österreich-Ungarn unter Karl I. (IV.) In: Erika Weinzierl, Kurt Skalnik (szerk.): Österreich 1918–1938. Geschichte der Ersten Republik. (Böhlau, Graz/Bécs/Köln, 1983) 1. kötet, 27–54, 44. o.

### Szerb nyelvű
- Dr. Dimitrije Kirilović: Pomađarivanje u bivšoj Ugarskoj (Újvidék, 1935)
- Borislav Jankulov: Pregled kolonizacije Vojvodine u 18. i 19. veku (Újvidék-Pancsova, 2003)
- Dimitrije Boarov: Politička istorija Vojvodine (Újvidék, 2001)